# Bures-sur-Yvette

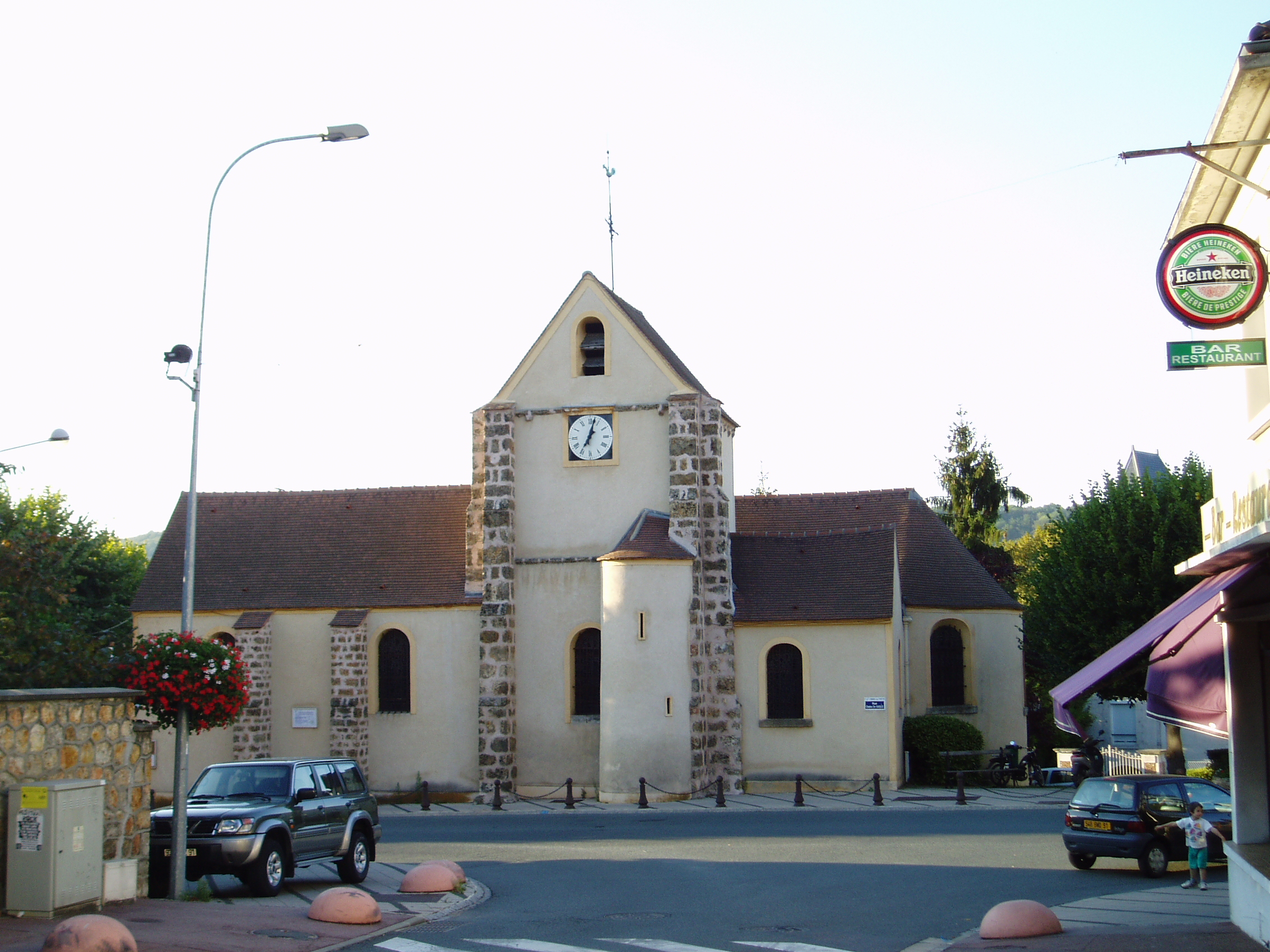
Centrum Bures-sur-Yvette

Bures-sur-Yvette – miejscowość i gmina we Francji, w regionie Île-de-France, w departamencie Essonne.
Według danych na rok 1990 gminę zamieszkiwało 9246 osób, a gęstość zaludnienia wynosiła 2272 osób/km² (wśród 1287 gmin regionu Île-de-France Bures-sur-Yvette plasuje się na 246. miejscu pod względem liczby ludności, natomiast pod względem powierzchni na miejscu 746.).
W  Bures-sur-Yvette zmarła Irena Krzywicka (1899-1994),  polska feministka, pisarka, publicystka i tłumaczka. 